# فيصل جاب الله
فيصل جاب الله (ولد في نفطة في 1 أوت 1988) هو لاعب جودو تونسي مخص في وزن أكثر من 100كغ. بطل إفريقيا الحالي وللمرة الثانية على التوالي، كما أنه صعد على منصة التتويج في بطولة العالم للجودو 2013 في ريو دي جانيرو بعد فوزه بالميدالية البرونزية.

## الإنجازات

### بطولة العالم
ترشح فيصل إلى بطولة العالم للجودو 2013 في ريو دي جانيرو، واختتم الدورة في المرتبة الثالثة وهو أفضل إنجاز له ورابع ميدالية تتحصل عليها تونس في بطولات العالم للجودو.

### بطولة إفريقيا
في بطولة أفريقيا للجودو 2013 في مدينة مابوتو في موزمبيق, نجح فيصل في الحفاض على لقبه كبطل إفريقيا في وزن أكثر من 100 كلغ.

### الألعاب العربية
في دورة الألعاب العربية الثانية عشرة 2011, فاز فيصل بميداليتين، ذهبية في الاختصاص رجال مفتوح  وميدالية فضية في اختصاص أكثر من 100 كلغ.

## وصلات خارجية
- فيصل جاب الله على موقع الفيدرالية الدولية للجودو (الإنجليزية)
- فيصل جاب الله على موقع JudoInside.com (الإنجليزية)
- فيصل جاب الله على موقع AllJudo.net (الفرنسية)
- فيصل جاب الله على موقع اللجنة الأولمبية الدولية (الإنجليزية)
- فيصل جاب الله على موقع أوليمبيديا (الإنجليزية)
- فيصل جاب الله في JudoInside